# سيفالكسين
سيفالكسين Cephalexen هو مضاد حيوي ينتمي لعائلة السيفالوسبورينات التي أُنتجت في عام 1967 من قبل شركة ايلي ليللي. يُؤخذ فمويًا تم تسويقه لأول مرة تحت اسم Keflex، والآن يُباع أيضًا تحت عدّة أسماء تجارية أخرى اعتبارًا من عام 2008، كان سيفالكسين المضاد الحيوي الأكثر شعبية من السيفالوسبورينات في الولايات المتحدة، مع أكثر من 25 مليون وصفة طبية من الصيغ العامة وحدها، و255 مليون دولار في المبيعات

## الاستخدامات الطبية

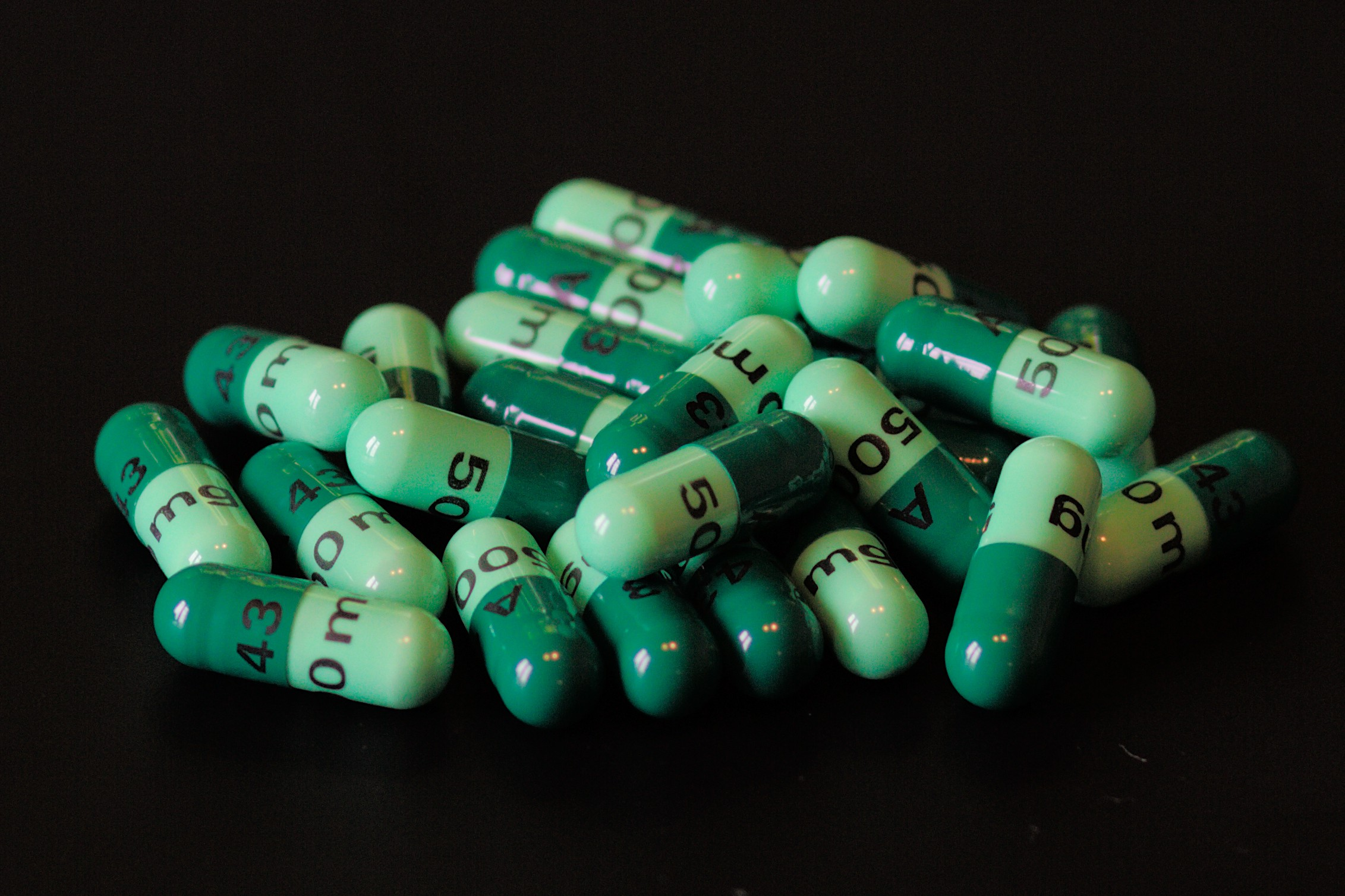
دورة من حبوب سيفالكسين الخضراء

يستخدم Cephalexin لعلاج عدد من العدوى بما في ذلك :
التهاب الأذن الوسطى، التهاب البلعوم العقدي، والتهابات العظام والمفاصل، ذات الرئة، الهلل، عدوى السبيل البولي. ويمكن استخدامه لمنع التهاب الشغاف الجرثومي

### العدوى
بالإضافة إلى كونها جيدة كعلاج أولي لالهلل، بل يمكن أن يكون بديلا عن البنسلين للمرضى الذين يعانون من فرط الحساسية للبنسلين. في المرضى الذين يعانون من فرط حساسية خفيفة أو مشكوك فيها من البنسلين، ويعتقد الآن أن cephalasporins آمن نسبيا. وينبغي دائما توخي الحذر عند وصف السيفالوسبورينات للأشخاص الذين لديهم تاريخ قوي من فرط الحساسية تجاه البنسلين، ولكن، من المعروف ان cefalexin وغيرها من السيفالوسبورينات من الجيل الأول قليلة الحساسية لدى المرضى الذين لديهم حساسية البنسلين.

### المستحضرات
ويتم تسويق cephalexin بواسطة الصيدلية العامة مصنعين في ظل طائفة واسعة من الأسماء التجارية، بما في ذلك: Cephalex، Biocef، Cefanox، Ceforal،apo-Cephabos، سيفاليكسين، Cephorum، Ceporex، Cilex، Ialex، Ibilex، Kefexin، Keflet، Keflex، Keftab Rekosporin، Keforal، Keftal، Lopilexin، Larixin، نوفو Lexin، Ospexin، Tenkorex، Zephalexin، Panixine Disperdose وSporidex.
ويتم تسويق نسخة من الكبسولات Keflex 750 ملغم مرتين يوميا، لتحسين الامتثال لأخذ الدواء. ومع ذلك، فإنه ليس صياغة الإفراز المتواصل، وبعض الأطباء يصفون كبسولات 250 ملغ مرتين يوميا، كبديل أرخص في فنلندا، ويتم تسويقها تحت أسماء عدة. ويُنصح مرضى ضعف الكلية بزيادة الفترة بين الجرعات لحماية الكليتين من الجرعات العالية التي قد تسبب خطورة للكليتين فيما بعد.

## الآثار الجانبية
من الآثار السلبية cephalexin تشمل الإسهال، الدوخة، التهيج، الصداع، عسر الهضم، آلام في المفاصل، آلام المعدة (معتدل عادة) والتعب. ويمكن أيضًا أن يسبب هذا الدواء اصفرار في العينين أو الجلد، تقرح أحمر، تورم الجلد أو تقشر، كدمات ونزيف غير متوقع، قلة التبول، تقلصات شديدة والارتباك. رد فعل الحساسية لهذا الدواء غير محتمل. يجب الحصول على العناية الطبية الفورية في حال حدوثه. أعراض الحساسية تشمل طفح، حكة، تورم، أو صعوبة في التنفس.

## تداخلاته الدوائية
يتداخل مع العديد من الأدوية خصوصاً الميتفورمين والبروبنسيد، لذلك عليك إخبار طبيبك بقائمة أدويتك.